# Борис Влахов
Борис Димитров Влахов е български офицер, полковник.

## Биография
Роден е на 24 юни 1896 година в радомирското село Лобош. През 1917 година завършва Военното училище в София. На 1 ноември 1944 година е командир на двадесет и втори пехотен тракийски полк. От 1945 година е командир на седма пехотна рилска дивизия.

## Военни звания
- Подпоручик (1 август 1917)
- Поручик (30 юни 1919)
- Капитан (1 април 1927)
- Майор (6 май 1935)
- Подполковник (6 май 1939)
- Полковник (1945)